# Dolmen de Châteauroux
Le dolmen de Châteauroux est un dolmen situé à Tonnay-Charente, dans le département de la Charente-Maritime en France.

## Description
À l'origine, le dolmen a été édifié sur le flanc d'un coteau mais en raison de la transgression flandrienne, il est désormais enseveli sous les sédiments dans une zone marécageuse. Il a fait l'objet d'une fouille de sauvegarde en 1961. Il s'agit d'un petit dolmen à couloir de type angoumoisin. La chambre est de forme rectangulaire (environ 2,20 m de long sur 1,30 m de large) délimitée par sept orthostates grossièrement équarris. Ces dalles ont été encastrées dans le sous-sol rocheux jusqu'à une profondeur d'environ 0,30 m. Les interstices entre les dalles étaient vraisemblablement comblés par des murets en pierres sèches désormais détruits hormis à la jonction entre la chambre et le couloir. Le couloir est court et large d'environ 1 m. Côté ouest, il était matérialisé par une fine dalle qui fut elle-aussi encastrée dans le sous-sol. Côté est, la dalle s'est effondrée. L'unique table retrouvée sur place est un bloc brut de calcaire local d'une épaisseur moyenne de 0,50 m à 0,60 m. Elle n'est pas de taille suffisante pour recouvrir la totalité de la chambre. Elle était peut-être complétée par d'autres pierres. De même, le mode de couverture du couloir demeure inconnu.
Le sol de la chambre était recouvert d'un dallage constitué de dalles de calcaire de taille moyenne.
Le dolmen avait été fouillé par l'abbé Brodut au XIXe siècle mais le résultat de ses fouilles est inconnu. En tout état de cause, il s'agissait de fouilles assez sommaires. Les travaux menés ultérieurement ont permis de retrouver un mobilier funéraire constitué d'un matériel lithique (17 éclats de silex, 3 pointes de flèches tranchantes), d'éléments de parure (13 perles, une vingtaine de coquillages, 25 dentales, 1 canine perforée), et d'outils divers en os (1 poinçon, 1 instrument en os, des fragments de poinçons). Plusieurs centaines de tessons de céramique en mauvais état et une molaire de bœuf ont aussi été découverts.
Le mobilier a été attribué à la civilisation de Peu-Richard et la construction du dolmen est estimée être intervenue entre 2 800 et 2 400 av. J.-C..
À l'issue des fouilles, la chambre a été comblée et le dolmen enseveli.